# 李资坤
李资坤，字伯生，云南昆阳州（今晋宁）人，明朝政治人物。
李资坤曾于嘉靖十三年（1534年）接替马练任嘉定县知县一职，嘉靖十六（1537年）由王重贤接任。